# سی یاقو
سید یعقوب ماهیدشتی (زادهٔ ۱۲۲۸ هـ. ق/ ۱۱۹۱–۱۱۹۲ هـ. ش/ ۱۸۱۲–۱۸۱۳ میلادی در روستای قمشه سیدیعقوب – درگذشتهٔ ۱۳۲۴ هـ. ق/ ۱۲۵۳–۱۲۵۴ هـ. ش/ ۱۸۷۴–۱۸۷۵ میلادی در کرمانشاه) مشهور به «سَی یاقو» ، شاعر کرد بود. دیوان اشعار وی حاوی بیش از ۲۰هزار بیت بوده، ولی بیشتر آن‌ها نابود شده و فقط هزار بیت از آن باقی مانده‌است. از او اشعاری به کردی به‌جا مانده‌است. افرادی چون شهرام ناظری، سید خلیل عالی‌نژاد و سید هادی مشعشعی اشعار وی را در موسیقی خود استفاده کرده‌اند.
شعر معروف "تخت سلیمان تاج كیانی،محبوب چون شیرین زلیخای ثانی                        پریت باورن پَی شادمانی،آخر عاقبت بی انجامَنی"، نمونه ای از اشعار این استاد می باشد.